# Untersetzer

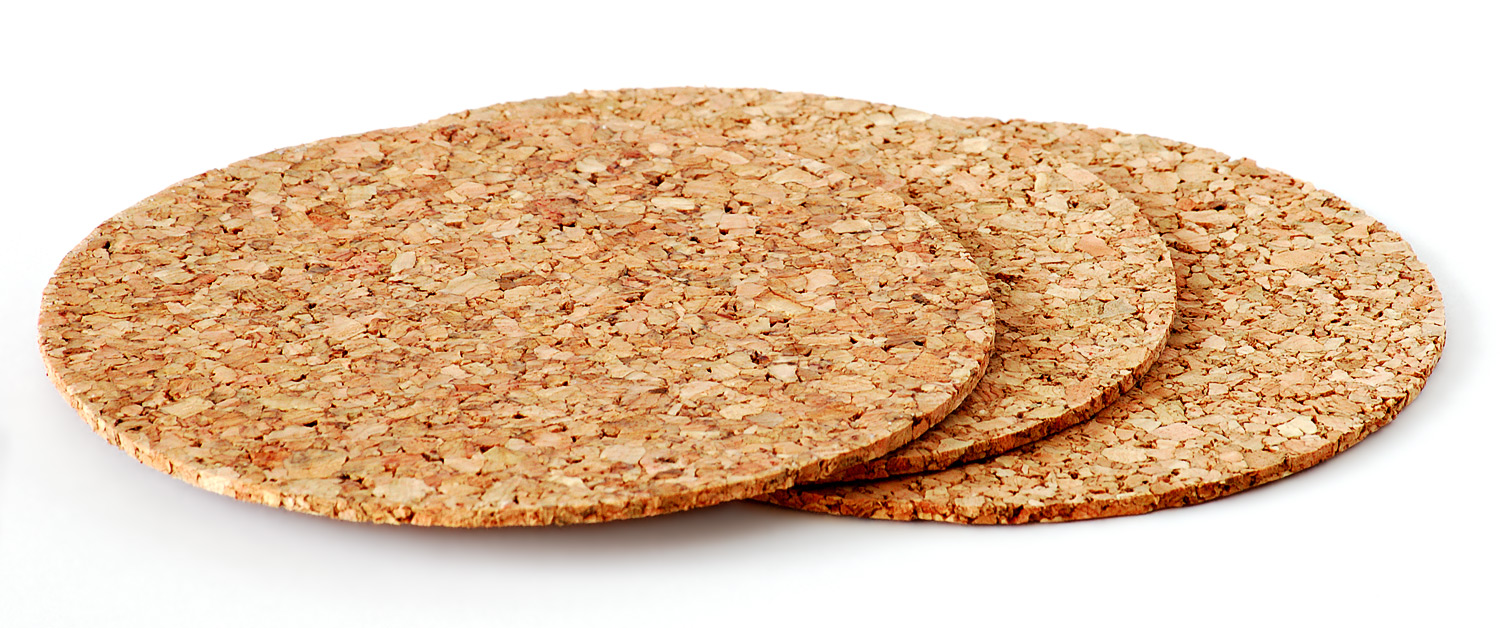
Untersetzer aus Kork

Ein Untersetzer ist ein tellerähnlicher Gegenstand, der in der Floristik, in der Kneipenkultur und in der Privatnutzung benutzt wird.
Er kann verschiedene Zwecke erfüllen:
- Unter Blumentöpfen schützt er vor dem austretenden Wasser nach dem Gießen.[1]
- Unter einem Kerzenhalter schützt er vor Wachsflecken.
- Unter einem schweren Gegenstand schützt er vor Dellen.
- Unter heißen Koch- oder Backbehältnissen schützt er die Unterlage vor Hitze.

Ein Untersetzer dient dem Schutz einer Unterlage. Topfuntersetzer können völlig flach sein, wie Kacheln, oder aus Bast, Holz, Baumringen oder Kork bestehen. Gemein ist den Materialien, dass sie hitzebeständig bis zu etwa 90 °C sind und dass sie die Wärme dämmen.
Blumentopfuntersetzer dienen zum Auffangen von überflüssigem Gießwasser. Sie sollten daher wasserundurchlässig sein und haben deshalb meistens einen hohen Rand, damit sie nicht überlaufen.
Eine spezielle Form des Untersetzers ist die Untertasse. Sie fängt Tropfen unter Tassen auf.
Auch Bierdeckel stellen eine Spezialform von Untersetzern dar: Ursprünglich zum Abdecken von Biergläsern gedacht, werden diese häufig in Gaststätten mit den Getränken geliefert, um die Tischdecken zu schonen.
Auch für Weingläser gibt es spezielle Untersetzer, man kann sie als Pendant der gehobenen Esskultur zu den Bierdeckeln betrachten.
Der Untersetzer ist ein Teil der Schutzkultur, die sich in Europa etabliert hat: Das Holz zum Beispiel des Tisches wird geschützt durch den Lack, der Lack durch eine Tischdecke und die Tischdecke durch den Untersetzer. Die ursprünglich schützenden Gegenstände wurden im Laufe der Zeit auch zum Objekt des Schutzes.